# Frank Wriedt

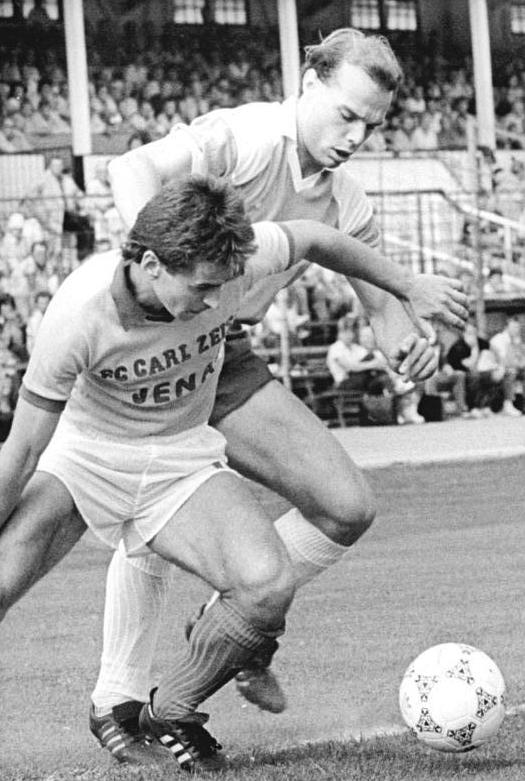
Frank Wriedt (hinten) im Zweikampf mit Heiko Weber (1988)

Frank Wriedt (* 30. August 1964) ist ein ehemaliger deutscher Fußballspieler, der von 1988 bis 1989 für Hansa Rostock in der DDR-Oberliga spielte.

## Sportliche Laufbahn
Sein erstes Punktspiel in der zweitklassigen DDR-Liga bestritt der 1,84 m große Abwehrspieler Wriedt am 24. November 1985 in der Begegnung des 13. Spieltages der Saison 1985/86 zwischen der BSG Chemie Leipzig und der BSG KKW Greifswald (1:0) als Einwechselspieler. Danach erkämpfte er sich schnell einen Stammplatz in der Greifswalder Abwehr. In seiner zweiten DDR-Liga-Spielzeit absolvierte Wriedt 31 der 34 Punktspiele. Bis zum 18. Spieltag der DDR-Liga 1987/88 fehlte er nur bei einem Punktspiel.
Nach der Winterpause der Saison 1987/88 wechselte Wriedt im Tausch mit Mayk Bullerjahn zum Oberligisten Hansa Rostock, der Ersatz für den verletzten Abwehrspieler Gernot Alms benötigte. Wriedt fügte sich sofort in die Mannschaft ein und bestritt alle Punktspiele bis zum Saisonende. In der Saison 1988/89 verletzte er sich am dritten Spieltag ebenfalls und fiel für den Rest der Hinrunde aus. In der Rückrunde war er in zehn der 13 Punktspiele wieder dabei.
Trotz seiner guten Bilanz wurde Wriedt im Sommer 1989 bei Hansa Rostock entlassen und kehrte wieder zum DDR-Ligisten BSG KKW Greifswald zurück. Dort übernahm er die Liberoposition, auf der er bis zum Saisonende 33 der 34 Punktspiele bestritt. Im Juni 1990 wurde er vom neu gegründeten Greifswalder SC übernommen und war bei ihm bis zum Ende der Spielzeit 2007/08 aktiv. Zunächst spielte der GSC in der zweitklassigen NOFV-Liga und nach der DFB-Ligenreform infolge der deutschen Wiedervereinigung ab 1991 in der drittklassigen Oberliga Nordost, die 1994 viertklassig wurde. Mehrere Jahre war Wriedt Kapitän der Greifswalder Mannschaft. Sein letztes Punktspiel absolvierte er für den GSC am 21. März 1998, dem 25. Spieltag der Saison 1997/98.